# Sympistis lachrymosa
Sympistis lachrymosa là một loài bướm đêm thuộc họ Noctuidae. Nó được tìm thấy ở West Texas tới New Mexico.
Sải cánh dài 34–36 mm. Con trưởng thành bay từ cuối tháng 9 đến cuối tháng 10.